# Stichting voorheen RTM

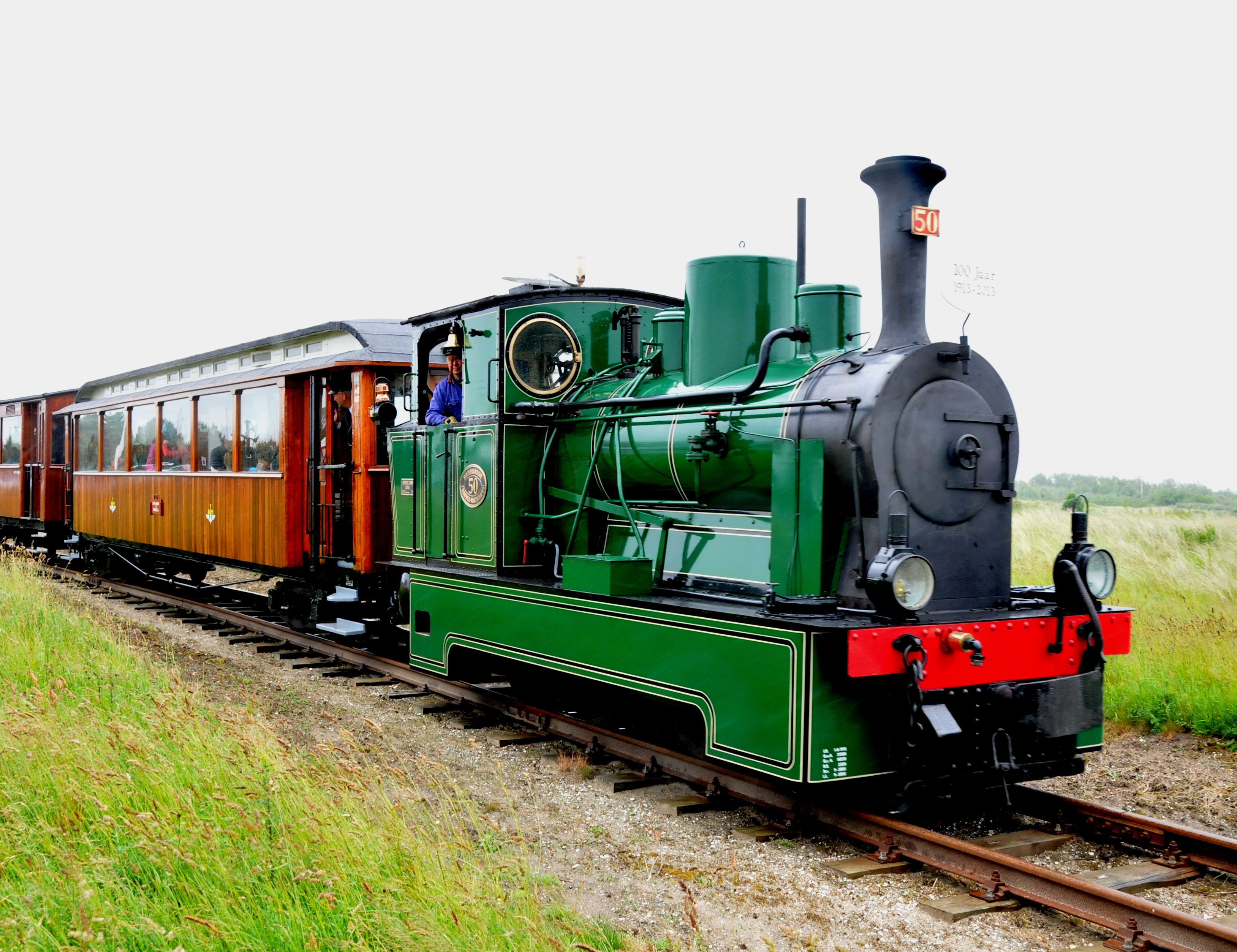
Stoomloc RTM 50 met onder meer rijtuig AB 417 te Port Zélande.

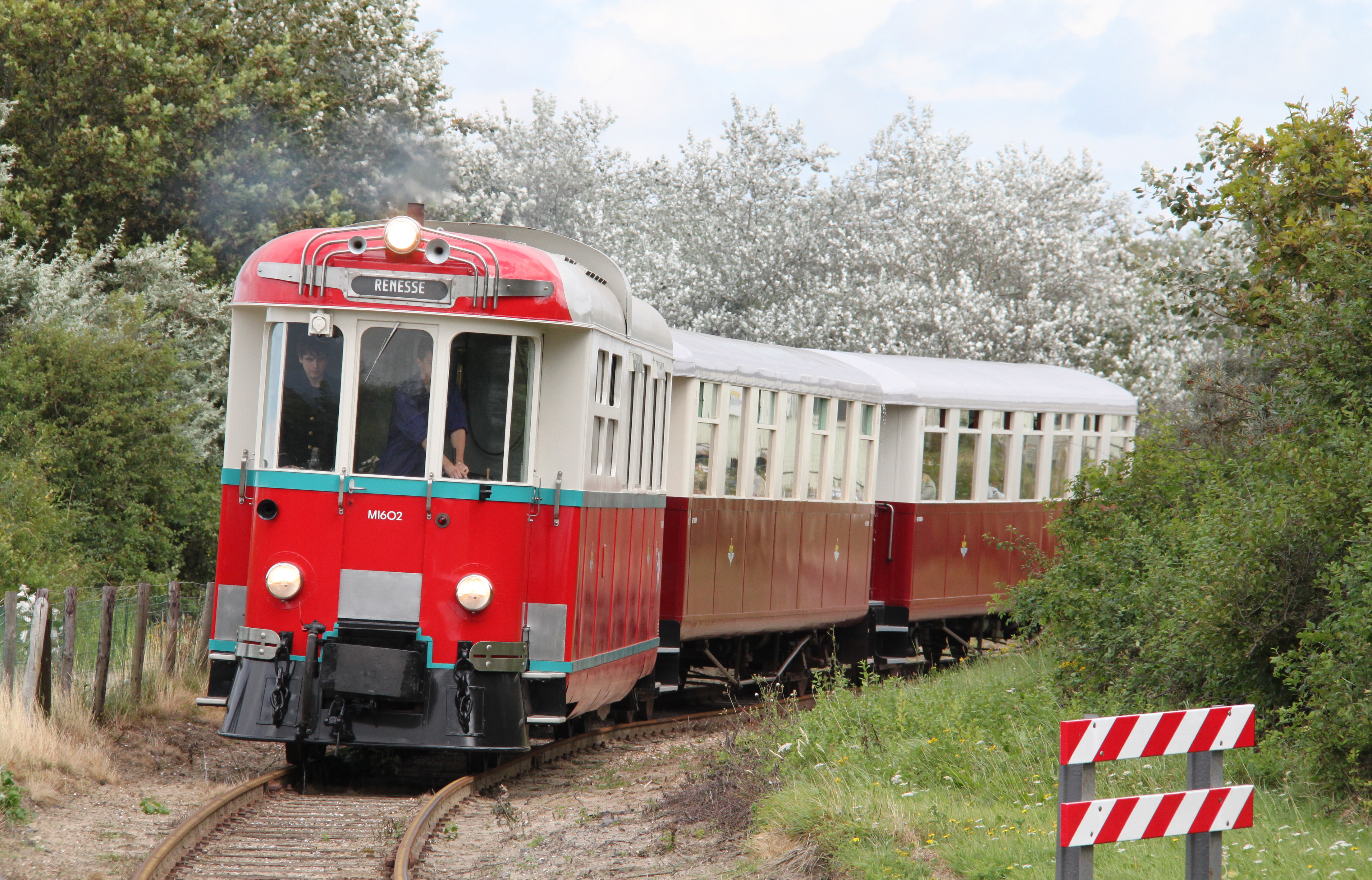
Motorrijtuig MABD 1602 met twee rijtuigen op de museumtramlijn van de Stichting voorheen RTM te Ouddorp; 25 augustus 2012.

De Stichting voorheen RTM (vroegere naam: Rijdend Tram Museum) is een trammuseum en voert op de route Punt van Goeree (Ouddorp) – Port Zélande – Scharendijke op de Brouwersdam een tramdienst uit met historisch materieel van de vroegere Rotterdamsche Tramweg Maatschappij (RTM). Dit is de enige lijn in Nederland op kaapspoor, met een spoorwijdte van 1067 mm, waarop vroeger veel Nederlandse tramlijnen en buitenlandse spoorlijnen waren aangelegd.

## Geschiedenis
Na de opheffing van de laatste tramlijnen van de RTM ten zuidwesten van Rotterdam in 1965-'66 zag de in 1965 opgerichte Tramweg-Stichting kans om een groot deel van het overgebleven trammaterieel over te nemen en te bewaren op het oude tramdepot te Hellevoetsluis (Tramhaven).
Dit betrof drie stoomlocomotieven, twee diesellocomotieven, twee dieselmotorwagens en een aantal houten rijtuigen, drie zogenaamde 'stalen' rijtuigen van na 1950 en goederenwagens. Omdat er niet voldoende stallingsruimte beschikbaar was moest het materieel hier in de open lucht worden opgesteld, wat de staat van onderhoud niet ten goede kwam. Onder moeilijke omstandigheden werd een korte tramlijn over het vroegere tracé heraangelegd waarop tussen 1968 en 1988 regelmatig werd gereden. Ondertussen werd een deel van de oude trams gerestaureerd. Twee RTM-rijtuigen (370 en 395) verhuisden in de jaren zeventig naar de Stoomtram Hoorn-Medemblik, waar zij na restauratie en verbouwing op normaalspoor in dienst kwamen.
Onder druk van uitbreidingsplannen van de Gemeente Hellevoetsluis moest de lijn worden ingekort. Nadat de verstandhouding met de gemeente verder verslechterde en er zelfs een rechtszaak had plaatsgevonden was de situatie in de jaren tachtig onhoudbaar geworden. Verscheidene plannen om het museum uit te breiden werden door de gemeente getorpedeerd.
In 1989 zag men kans om te verhuizen naar De Punt in de gemeente Goedereede, waar betere mogelijkheden waren om het museumbedrijf uit te bouwen en de overheden wel meewerkten. Hier werd een groot remisegebouw neergezet waar het materieel ondergebracht kon worden. Door het duingebied en over de Brouwersdam werd een 6 kilometer lange nieuwe tramlijn aangelegd naar Kabbelaarsbank, bij het vakantiepark Port Zélande, die gereed kwam in 1996. Sinds de verhuizing naar de huidige locatie is het museumtrambedrijf opgebloeid. Veel materieel is sindsdien gerestaureerd en weer in bedrijf gesteld zodat de museumcollectie nu een vrijwel compleet en samenhangend beeld van een groot interlokaal trambedrijf uit de 20e eeuw biedt.
In 1999 werd van de Zillertalbahn in Oostenrijk het vroegere tramstel de 'Sperwer' overgenomen dat tussen 1963 en 1966 bij de RTM dienstdeed. Het werd gerestaureerd en in 2004 in dienst gesteld. In de jaren zestig werden enkele RTM-voertuigen in de collectie van het Nederlands Spoorwegmuseum ondergebracht. Zij keerden in de jaren negentig in bruikleen weer terug bij de RTM. In april 2009 werden deze trams officieel overgedragen. Dit betrof: loc 57, motorlocomotief M 67, rijtuigen B 364 en AB 417, goederenwagens 458 en 635.
Op 26 september 2009 konden na een ingrijpende restauratie drie museumstukken weer in dienst gesteld worden: motorlocomotief M 67 (ex-Spoorwegmuseum) en de rijtuigen AB 1513 en B 1515.
In april 2007 kwam de verlenging naar Middelplaat-Haven in gebruik, waar aansluiting kan worden gegeven op een rondvaartboot en een historische bus. In 2011 werd een verlenging aangelegd naar Scharendijke. De eerste proefrit met loc 50 vond plaats op 26 oktober 2011. Op 16 november 2011 vond de officiële opening plaats van de verlenging naar de halte West Repart ('Dolfijn') aan het einde van de Brouwersdam vlak voor Scharendijke. Vanaf het seizoen 2012 wordt het nieuwe lijngedeelte regelmatig bereden.
Men streeft sinds enkele jaren een algemeen 'RTM-museum' na, waarin ook aandacht wordt gegeven aan bussen en schepen. Op 16 april 2014 werd de eerste fase van het museum in gebruik genomen. Op 16 maart 2016 werd het museumgebouw geopend. In 2016 werd tevens het 50-jarig bestaan van het museum gevierd.
Na een afronding van een vijf jaar durende restauratie werd rijtuig AB 414 op 30 september 2017 in dienst gesteld. Samen met de motorlocomotief M 67 en rijtuig AB 417 wordt hiermee een 'Limburgs tramstel' gevormd, bestaande uit in 1946 door de RTM van de Maas-Buurtspoorweg (MBS) te Gennep overgenomen materieel wat tot 1944 had gereden op de tramlijn Nijmegen – Venlo.
Op 9 augustus 2022 ontsnapte het trammuseum aan een natuurbrand. Alleen een aantal houten dwarsliggers ging verloren. 

## Materieeloverzicht
In de afgelopen jaren heeft de stichting een behoorlijke collectie smalspoormaterieel opgebouwd.
| Nummer (Naam)         | Tractie                                                                      | Bouwjaar    | Fabriek                                                                     | Monumenten- register | Afbeelding |
| --------------------- | ---------------------------------------------------------------------------- | ----------- | --------------------------------------------------------------------------- | -------------------- | ---------- |
| Locomotieven          |                                                                              |             |                                                                             |                      |            |
| 37                    | Stoom                                                                        | vanaf 2010  | Replica in aanbouw door Stichting voorheen RTM (origineel: Werkspoor; 1906) | –                    |            |
| 50                    | Stoom                                                                        | 1913        | Henschel & Sohn                                                             | A                    |            |
| 54                    | Stoom                                                                        | 1916        | Orenstein & Koppel                                                          | B                    |            |
| 56                    | Stoom                                                                        | 1920        | Orenstein & Koppel                                                          | A                    |            |
| 57                    | Stoom                                                                        | 1920        | Orenstein & Koppel                                                          | B                    |            |
| M 67                  | Diesel                                                                       | 1949        | Centrale Werkplaats RTM                                                     | A                    |            |
| M 1651 Puttershoek    | Diesel                                                                       | 1951        | N.V. Spoorijzer                                                             | B                    |            |
| M 1653 Oud Beijerland | Diesel                                                                       | 2004        | Stichting voorheen RTM                                                      | –                    |            |
| M 1654                | Diesel                                                                       | 2008        | Stichting voorheen RTM                                                      | –                    |            |
| MD 1805 Meeuw         | Diesel-elektrisch                                                            | 1952        | N.V. Carrosseriefabriek 'Hoogeveen'                                         | A                    |            |
| Motorrijtuigen        |                                                                              |             |                                                                             |                      |            |
| MABD 1602 Reiger      | Diesel-elektrisch                                                            | 1950        | Centrale Werkplaats RTM                                                     | A                    |            |
| MABD 1804 Kievit      | Diesel-mechanisch                                                            | 1924        | Hannoversche Waggonfabrik A.G. (Hawa)                                       | A                    |            |
| MBD 1700 Sperwer      | Geen eigen tractie, dieselelektrisch voor aandrijving van EB 1701 en EB 1702 | 1963        | N.V. Carrosseriefabriek 'Hoogeveen'                                         | A                    |            |
| EB 1701 Sperwer       | Elektrisch                                                                   | 1955 / 1963 | Düsseldorfer Waggonfabriken A.G.                                            | A                    |            |
| EB 1702 Sperwer       | Elektrisch                                                                   | 1955 / 1963 | Düsseldorfer Waggonfabriken A.G.                                            | A                    |            |
| Rijtuigen             |                                                                              |             |                                                                             |                      |            |
| AB 341                | –                                                                            | 1900        | Métallurgique                                                               | C                    |            |
| B 363                 | –                                                                            | 1905        | Haine-Saint-Pierre                                                          | C                    |            |
| B 364                 | –                                                                            | 1905        | Haine-Saint-Pierre                                                          | C                    |            |
| B 367                 | –                                                                            | 1905        | Haine-Saint-Pierre                                                          | A                    |            |
| AB 376                | –                                                                            | 1906        | Haine-Saint-Pierre                                                          | C                    |            |
| AB 394                | –                                                                            | 1906        | Allan & Co.                                                                 | C                    |            |
| AB 396                | –                                                                            | 1906        | Allan & Co.                                                                 | B                    |            |
| ABP 397               | –                                                                            | 1906        | Allan & Co.                                                                 | B                    |            |
| AB 398                | –                                                                            | 1906        | Allan & Co.                                                                 | A                    |            |
| AB 414                | –                                                                            | 1913        | Allan & Co.                                                                 | B                    |            |
| AB 417                | –                                                                            | 1913        | Allan & Co.                                                                 | A                    |            |
| BD 438                | –                                                                            | 1898        | Métallurgique                                                               | B                    |            |
| AB 1513               | –                                                                            | 1907        | Allan & Co.                                                                 | A                    |            |
| B 1515                | –                                                                            | 1908        | Allan & Co.                                                                 | –                    |            |
| ABR 1517              | –                                                                            | 1906        | Allan & Co.                                                                 | –                    |            |
| B 1525                | –                                                                            | 1945-'46    | Société Anglo-Franco-Belge                                                  | –                    |            |
| BPD 1631              | –                                                                            | 1951        | Allan & Co.                                                                 | –                    |            |
| SHM B 19              | –                                                                            | 1944 of '48 | NMVB-Werkplaats Kuregem                                                     | –                    |            |
| SHM B 20              | –                                                                            | 1951        | NMVB-Werkplaats Kuregem                                                     | –                    |            |
| Goederenwagens        |                                                                              |             |                                                                             |                      |            |
| 73                    | –                                                                            | 1921        | Georg Futter, Alwin Hirsch & Co.                                            | –                    |            |
| 96                    | –                                                                            | 1921        | Georg Futter, Alwin Hirsch & Co.                                            | A                    |            |
| 1038                  | –                                                                            | 1916        | Allan & Co.                                                                 | A                    |            |
| 1111                  | –                                                                            | 1924        | Allan & Co.                                                                 | C                    |            |
| 1133                  | –                                                                            | 1898        | Métallurgique                                                               | –                    |            |
| 1155                  | –                                                                            | 1926        | La Brugeoise                                                                | –                    |            |
| PD 291                | –                                                                            | 1915        | Allan & Co.                                                                 | B                    |            |
| 296                   | –                                                                            | 1915        | Allan & Co.                                                                 | C                    |            |
| CD 298                | –                                                                            | 1916        | Allan & Co.                                                                 | B                    |            |
| 458                   | –                                                                            | 1898        | Métallurgique                                                               | A                    |            |
| 581                   | –                                                                            | 1906        | Métallurgique                                                               | –                    |            |
| 615                   | –                                                                            | 1900        | Métallurgique                                                               | C                    |            |
| 635                   | –                                                                            | 1906        | Métallurgique                                                               | B                    |            |
| 642                   | –                                                                            | 1908        | Allan & Co.                                                                 | C                    |            |
| 687                   | –                                                                            | 1914        | Allan & Co.                                                                 | C                    |            |
| 700                   | –                                                                            | 1914        | Allan & Co.                                                                 | C                    |            |
| 715                   | –                                                                            | 1906        | Métallurgique                                                               | A                    |            |
| 722                   | –                                                                            | 1916        | Allan & Co.                                                                 | C                    |            |
| 728                   | –                                                                            | 1916        | Allan & Co.                                                                 | C                    |            |
| 772                   | –                                                                            | 1914        | Van der Zypen & Charlier                                                    | A                    |            |
| 777                   | –                                                                            | 2004        | St. v/h RTM                                                                 | –                    |            |
| 778                   | –                                                                            | 2004        | St. v/h RTM                                                                 | –                    |            |
| 779                   | –                                                                            | 2004        | St. v/h RTM                                                                 | –                    |            |
| 780                   | –                                                                            | 2004        | St. v/h RTM                                                                 | –                    |            |
| 783                   | –                                                                            | 1906        | Métallurgique                                                               | A                    |            |
| 883                   | –                                                                            | 1904        | Pennock & Co.                                                               | –                    |            |
| 884                   | –                                                                            | 2014        | St. v/h RTM                                                                 | –                    |            |
| 903                   | –                                                                            | 1915        | Allan & Co.                                                                 | A                    |            |
| 906                   | –                                                                            | 2004        | St. v/h RTM                                                                 | –                    |            |
| 907                   | –                                                                            | 2004        | St. v/h RTM                                                                 | –                    |            |
| Autobussen            |                                                                              |             |                                                                             |                      |            |
| Bellewagen            |                                                                              | 1947        | Austin                                                                      | –                    |            |
| Pontbus RTM 82        |                                                                              |             |                                                                             | –                    |            |
| RTM 107 Grasklokje    |                                                                              | 1977        | Leyland / Den Oudsten                                                       | –                    |            |
| Van Oeveren 40        |                                                                              | 1986        | DAF / Den Oudsten                                                           | –                    |            |

### Galerie

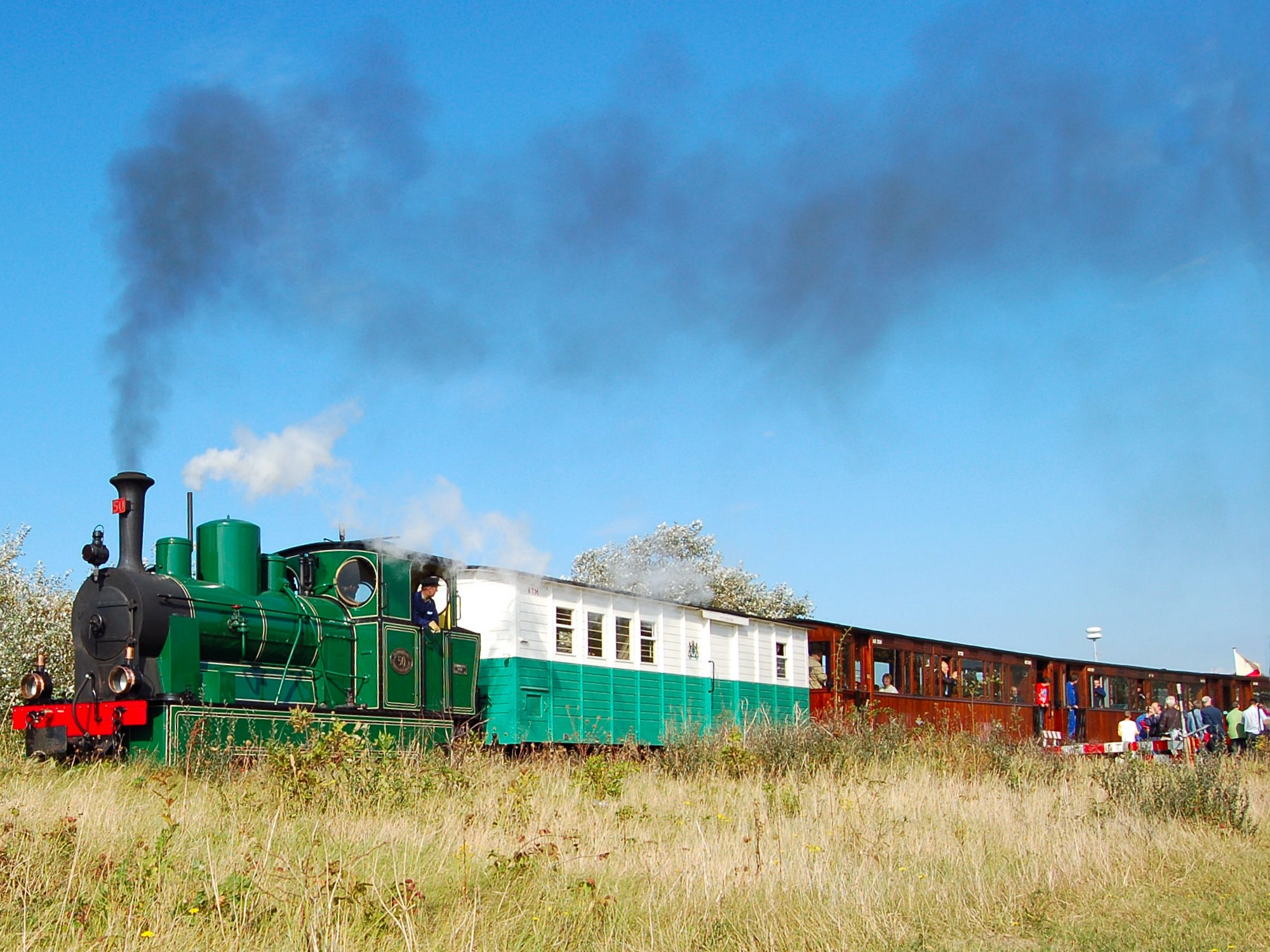
Stoomloc RTM 50 (1913) met postwagen en zes rijtuigen.
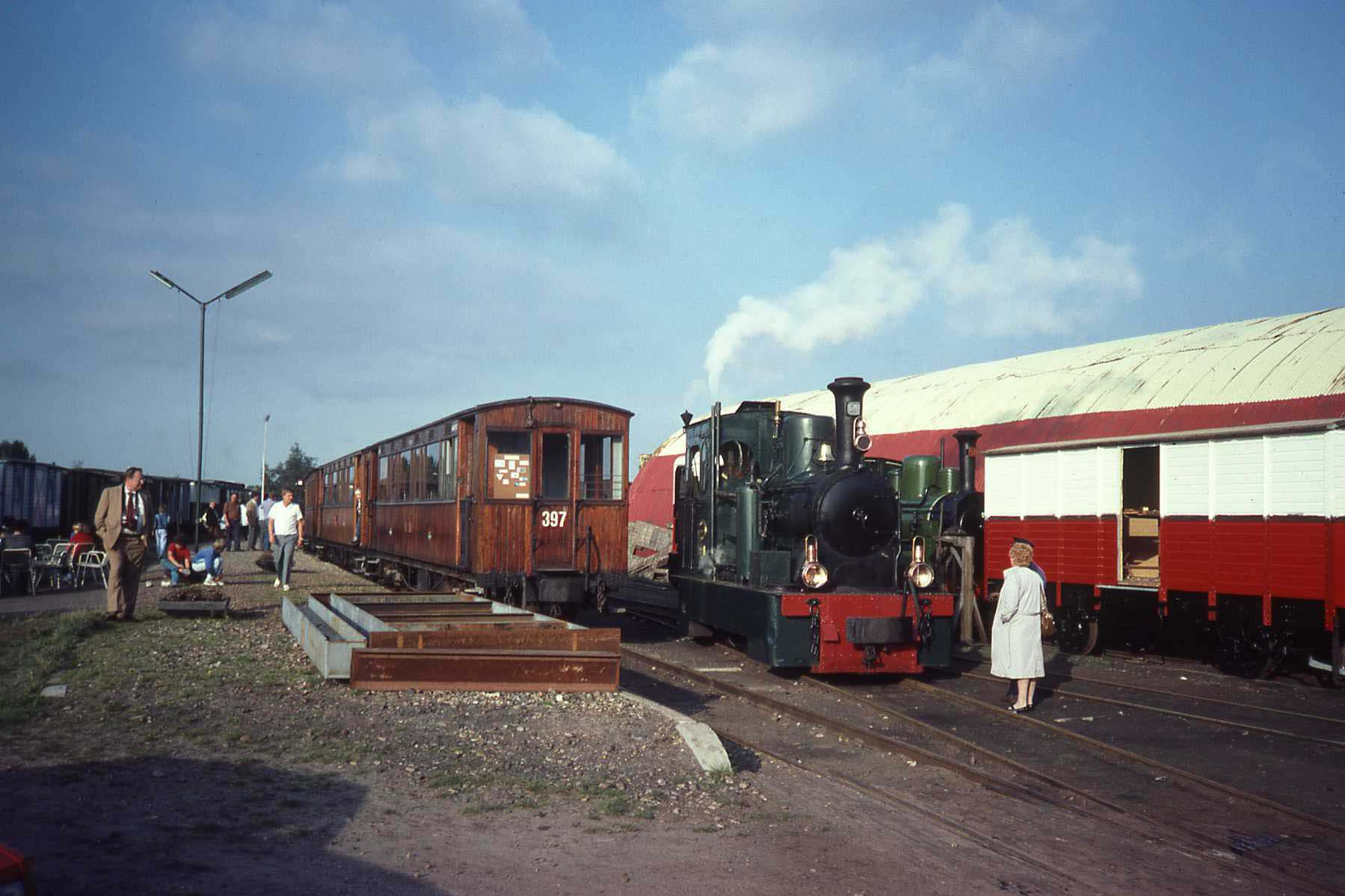
Van 1966 tot 1989 was het trammuseum gevestigd aan de haven van Hellevoetsluis.
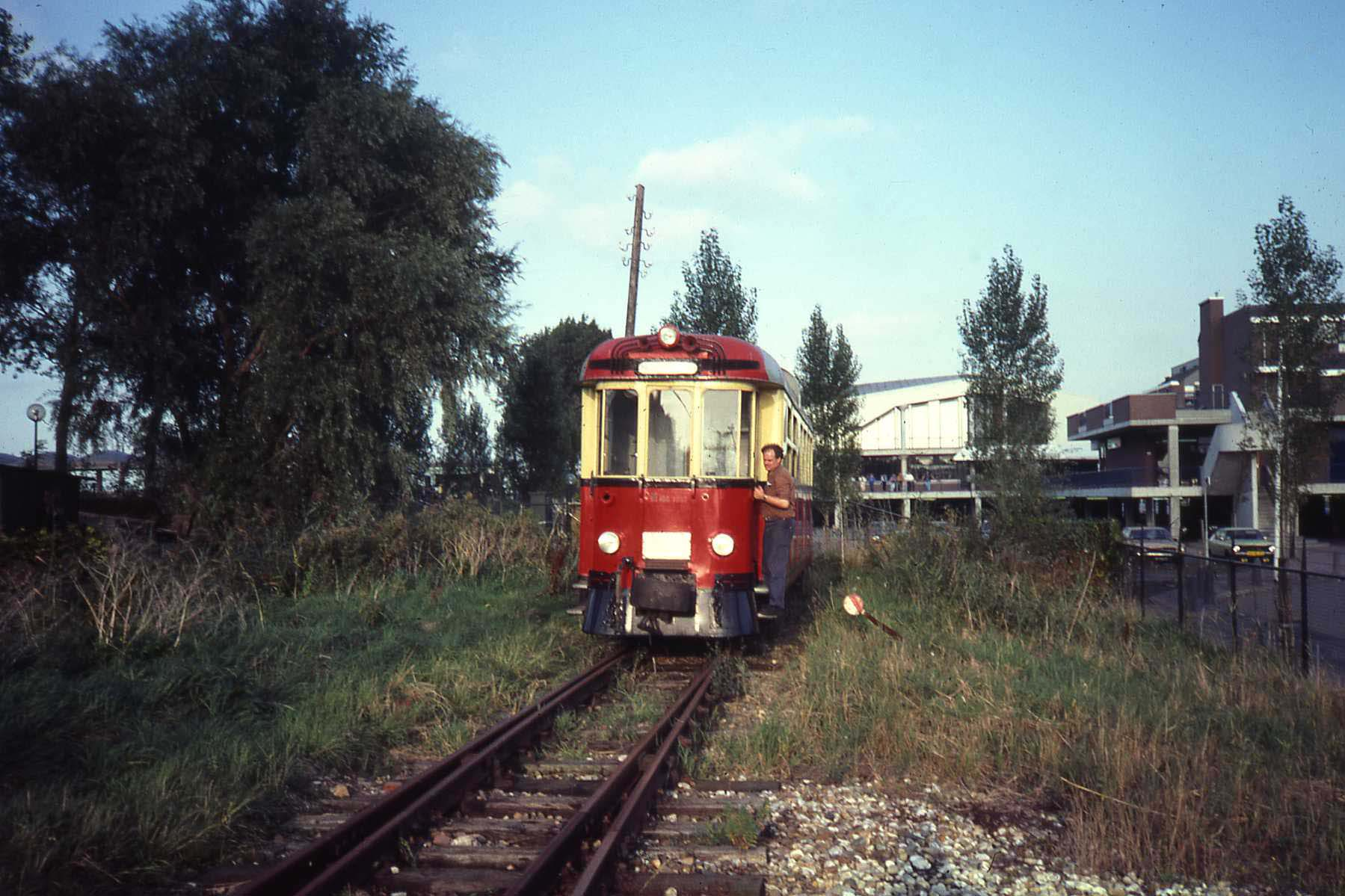
Dieselmotorwagen RTM 1602 in Hellevoetsluis in 1985.
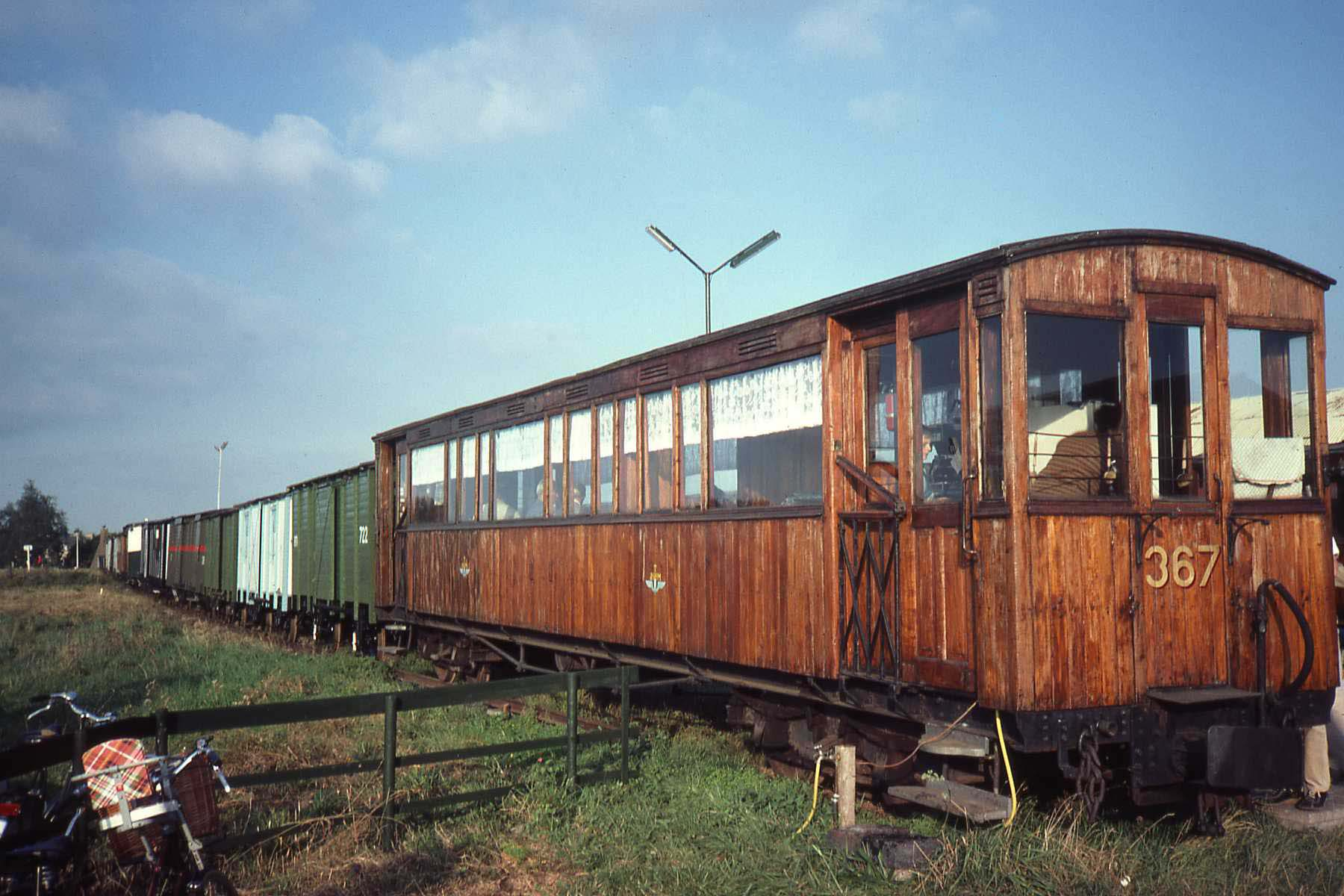
Houten RTM-rijtuig 367 in Hellevoetsluis in 1985.
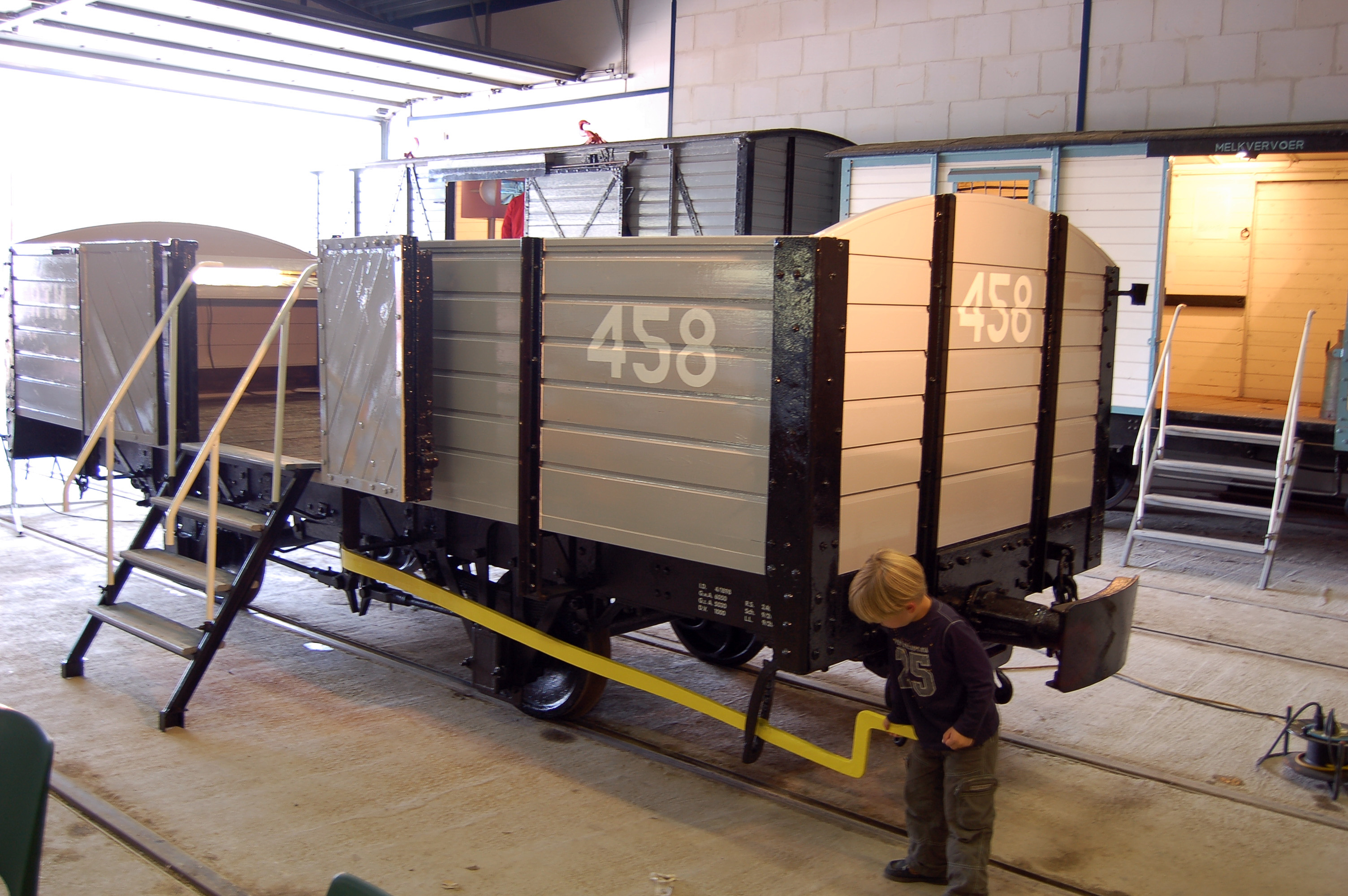
Bakwagen 458 uit 1898, juist gerestaureerd en onthuld; 22 september 2007.
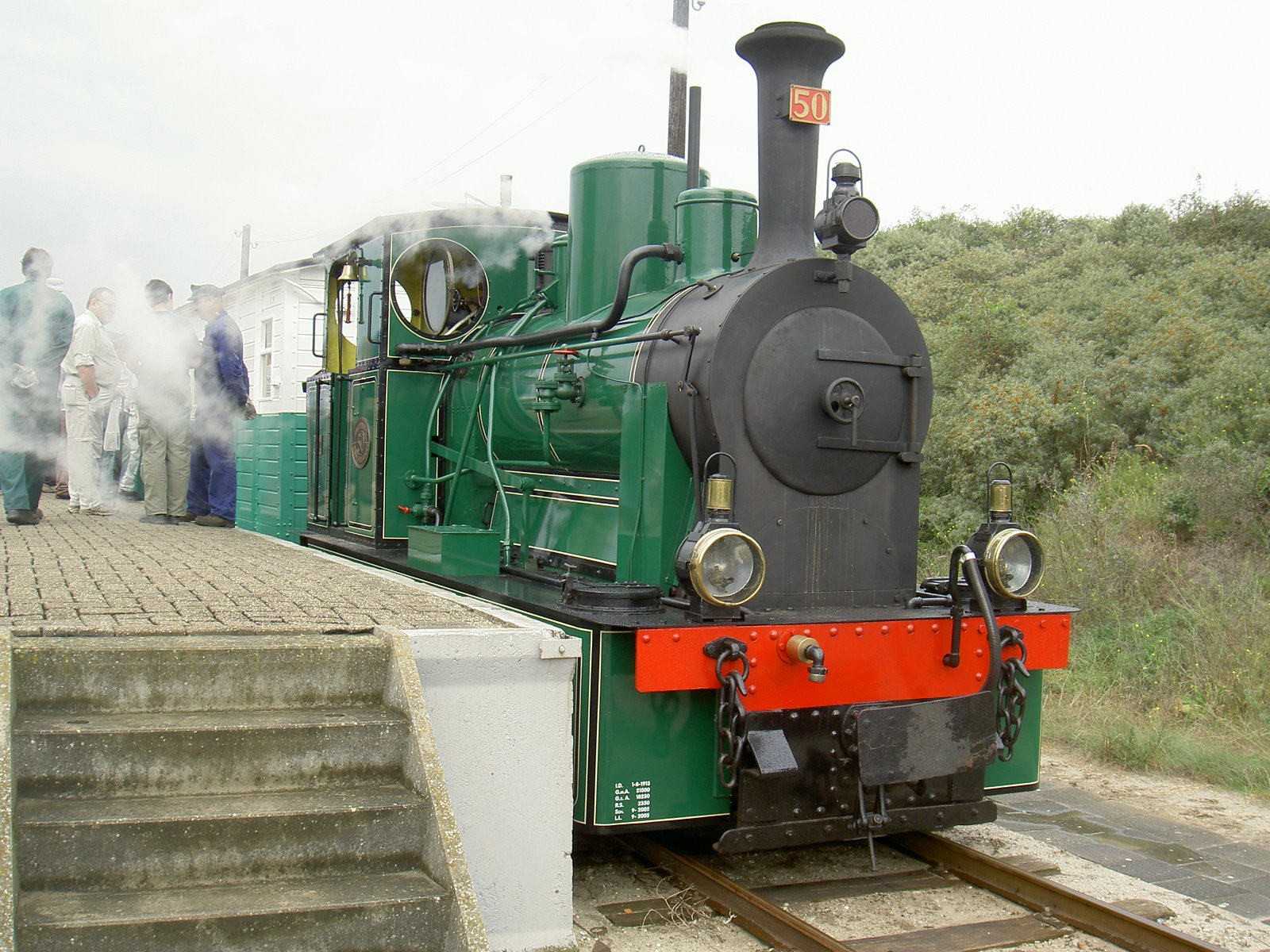
Stoomloc RTM 50 aan het perron bij De Punt.
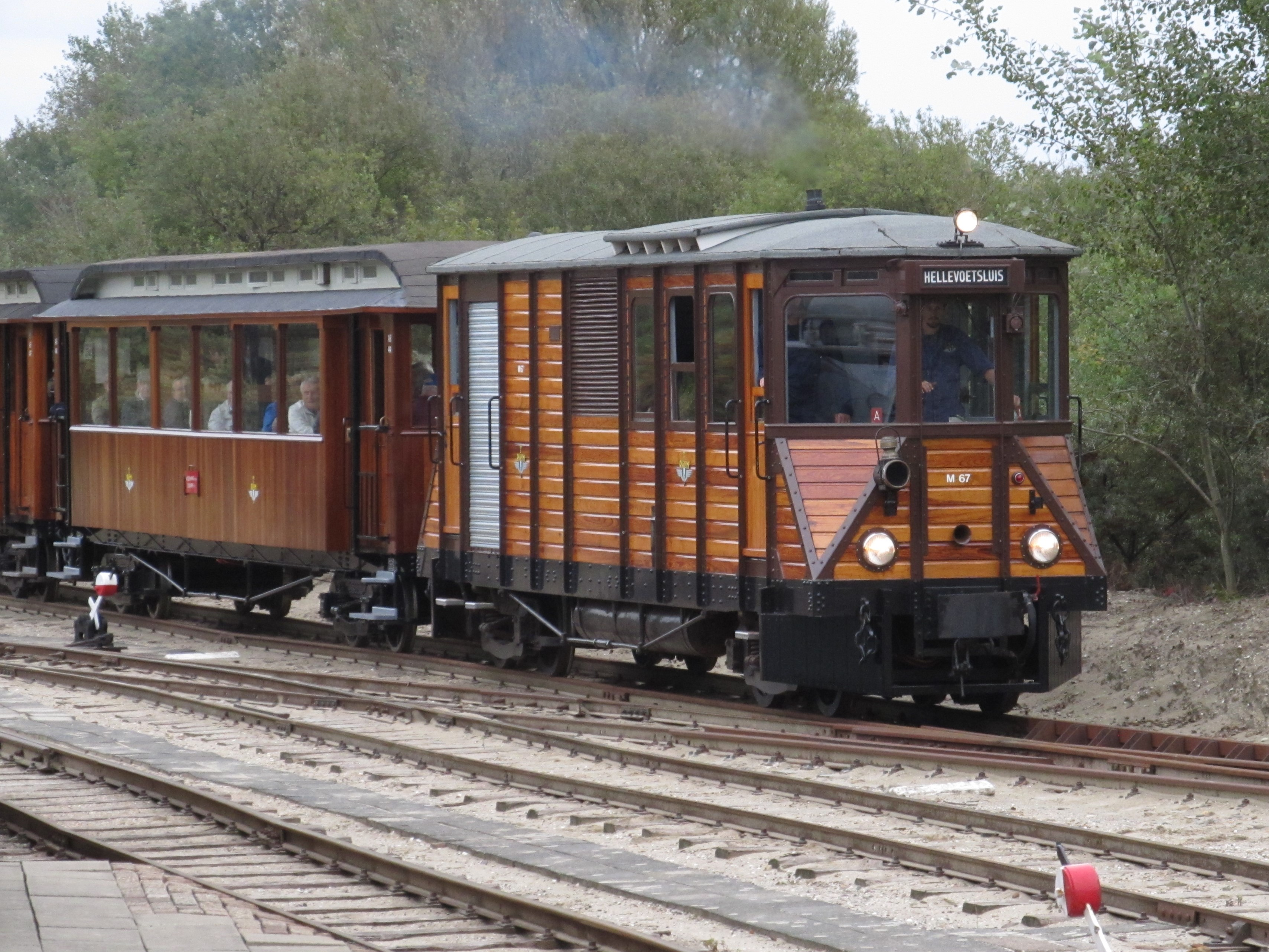
Dieselmotorwagen M67 met een houten rijtuig (AB 414).
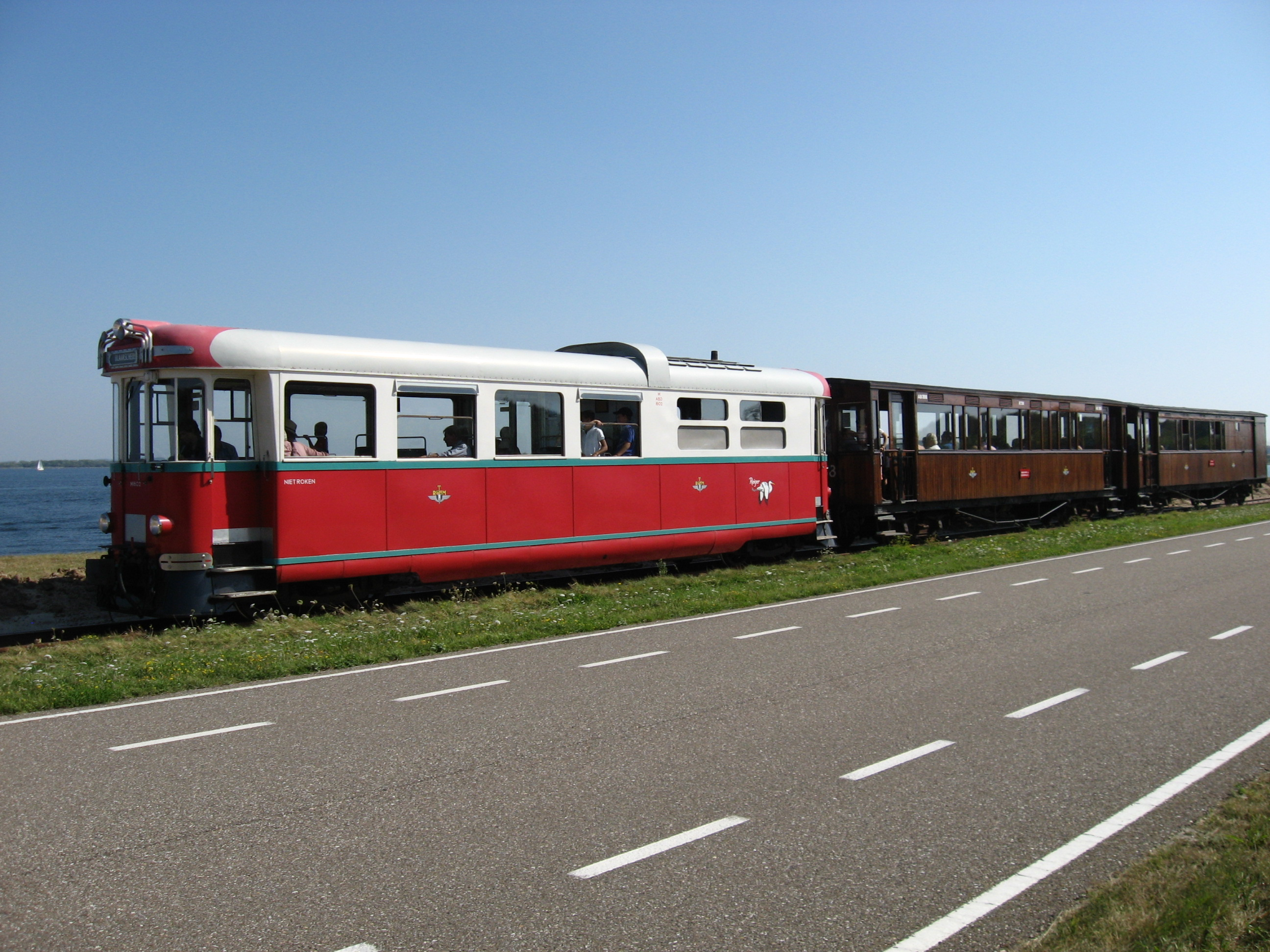
Dieselmotorwagen RTM 1602 met twee houten rijtuigen.
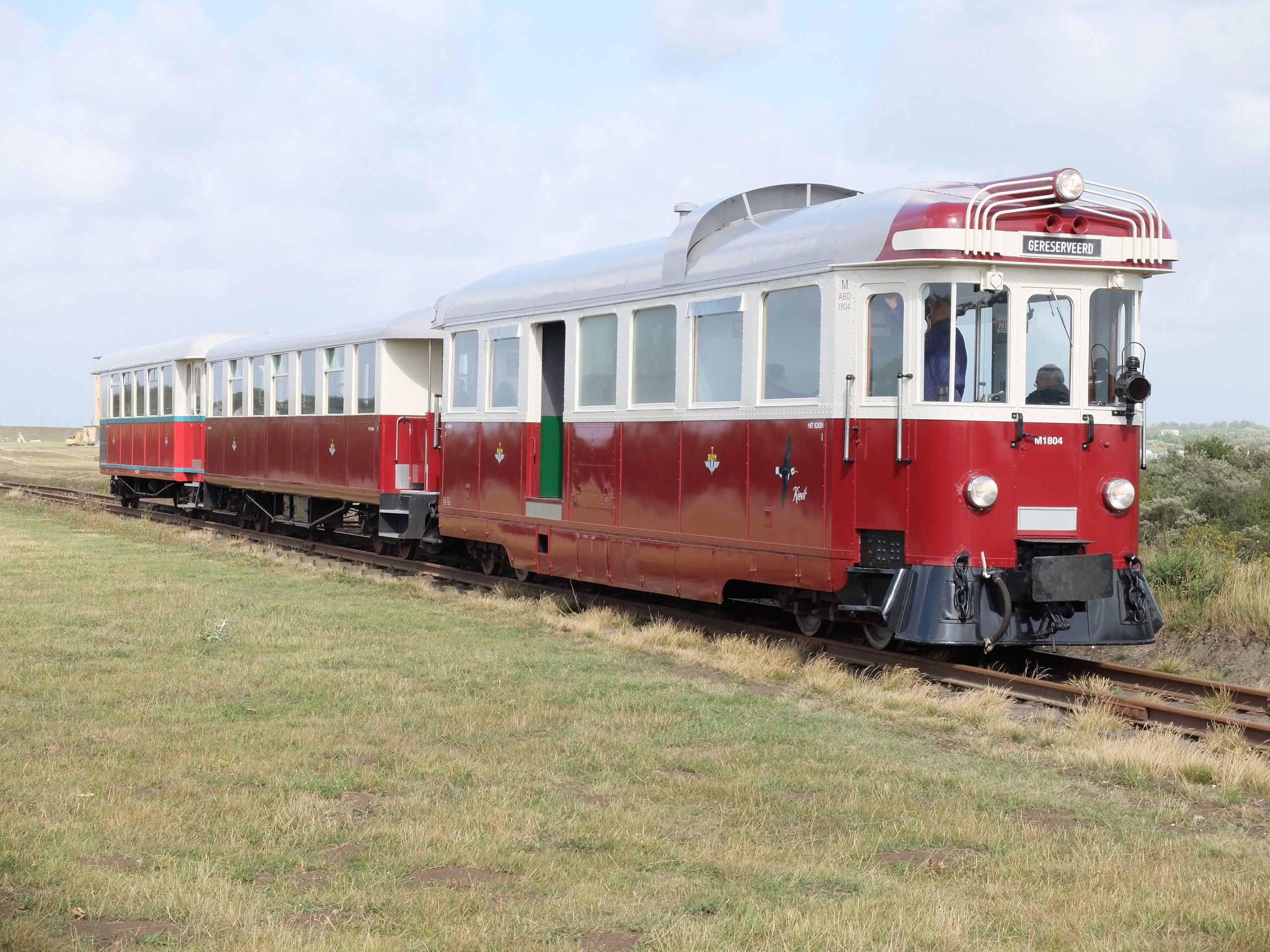
Dieselmotorwagen RTM M1804 met twee stalen rijtuigen.
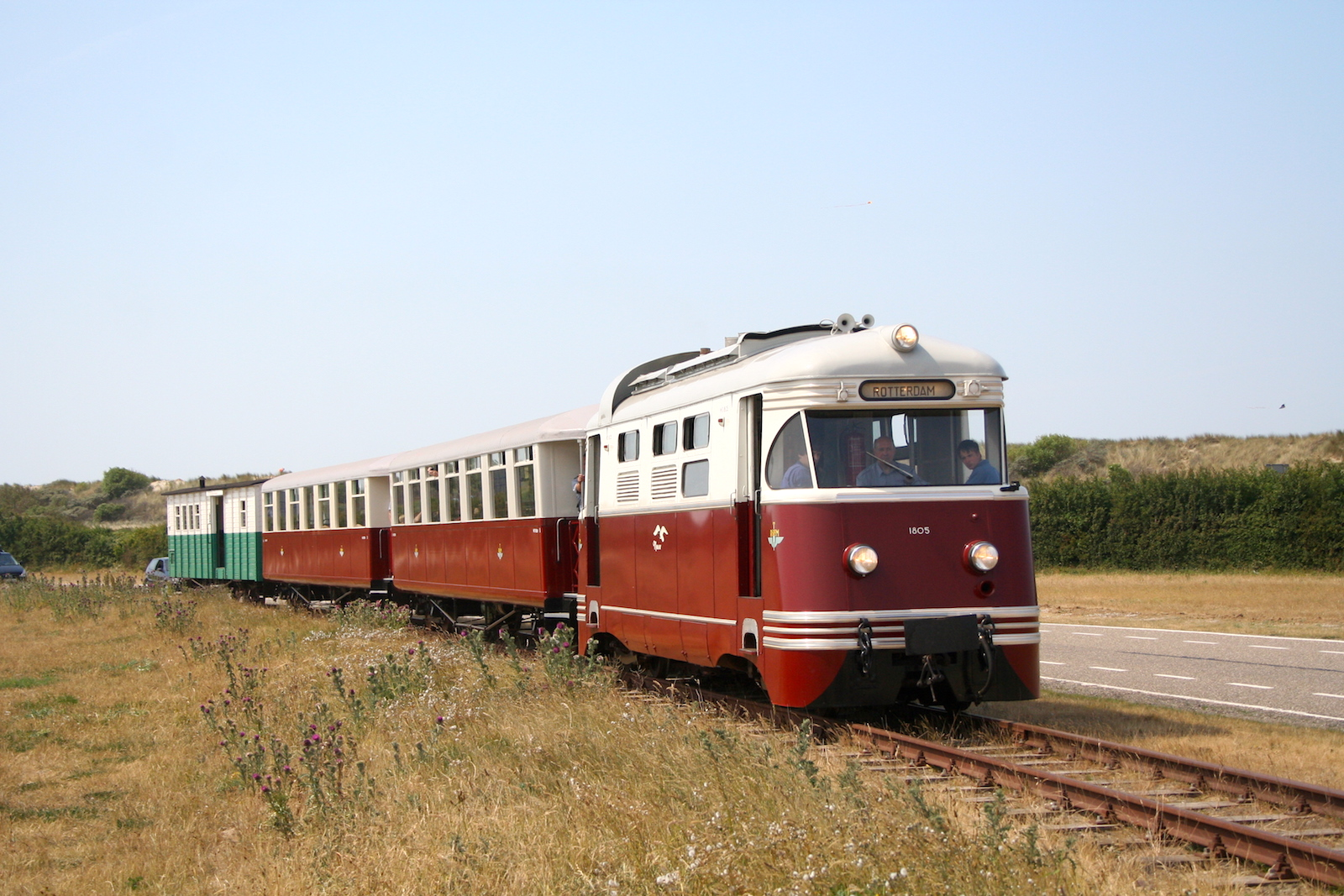
Dieselloc MD 1805 met rijtuigen op de Brouwersdam, nabij Port Zélande.
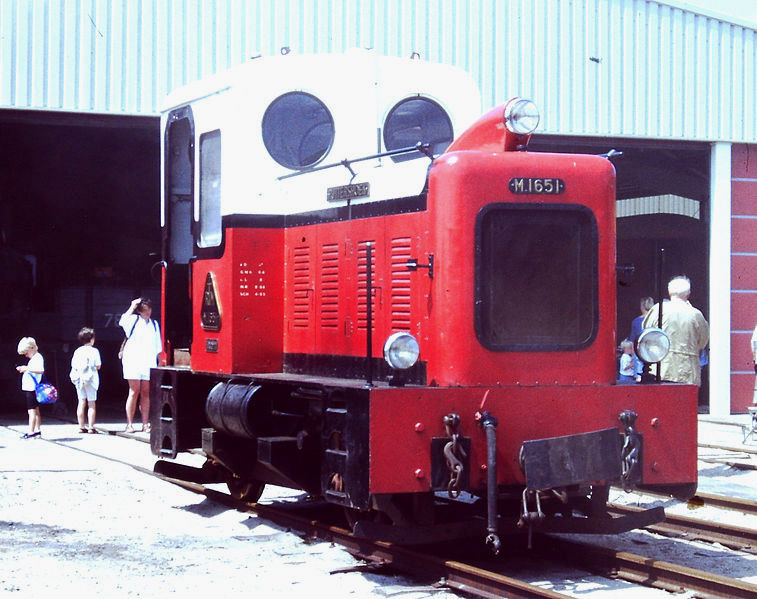
Diesellocomotief M1651 voor de Remise De Punt.
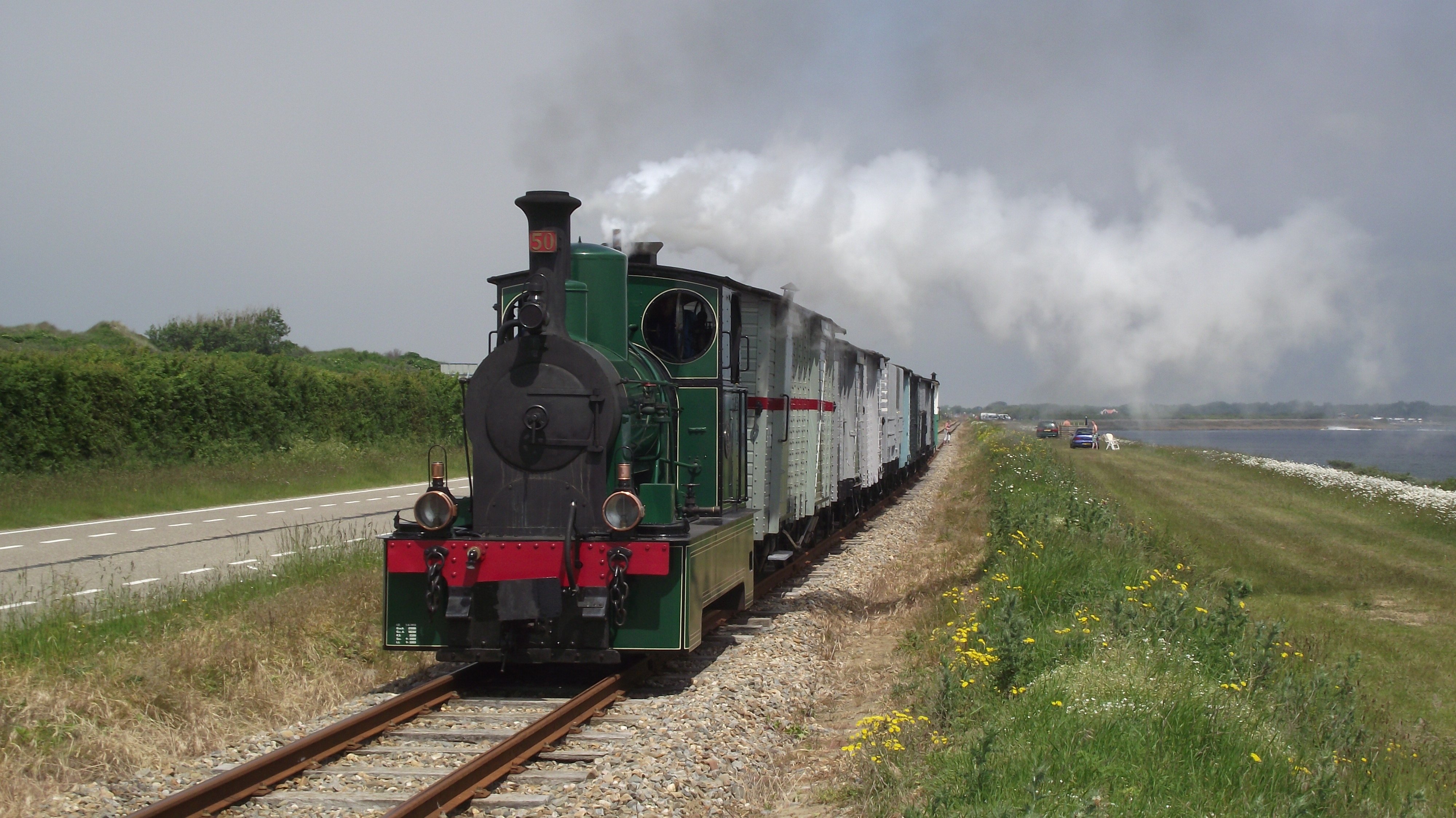
Loc 50 met stoomgoederentram op de Brouwersdam.
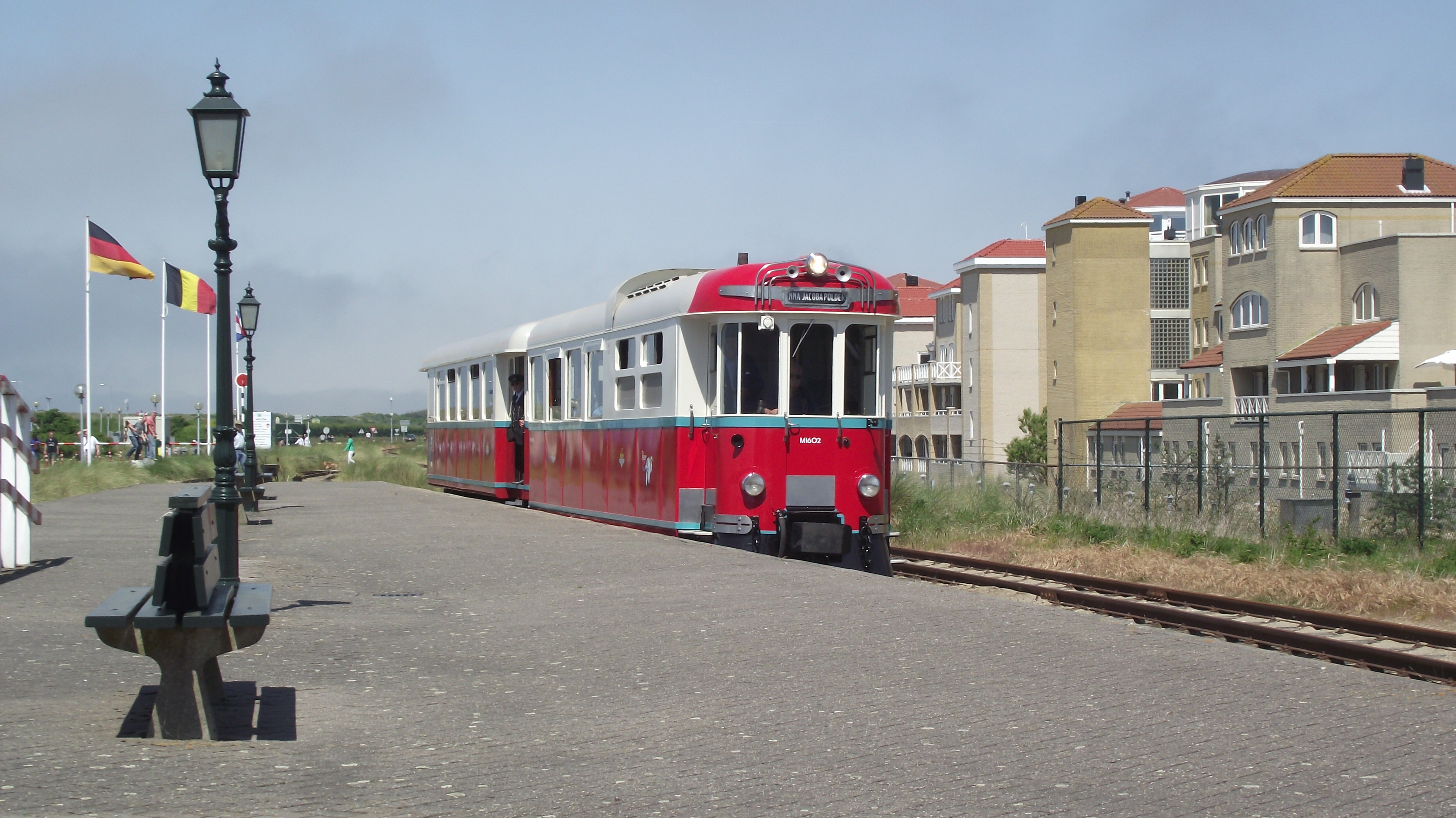
Dieselmotorwagen RTM 1602 te Port Zélande.
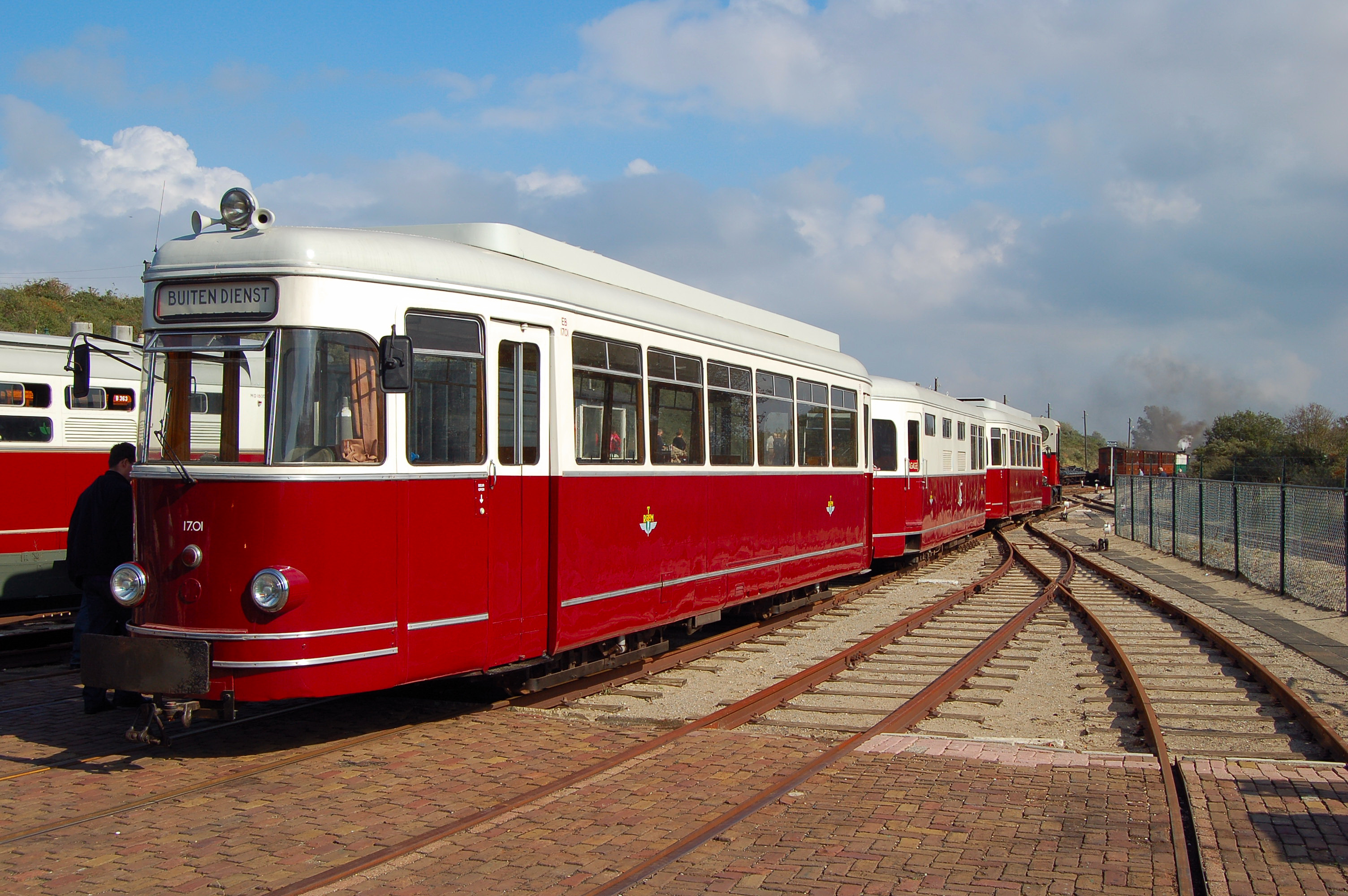
RTM-tramstel 1700+1701+1702 'Sperwer' (1963).
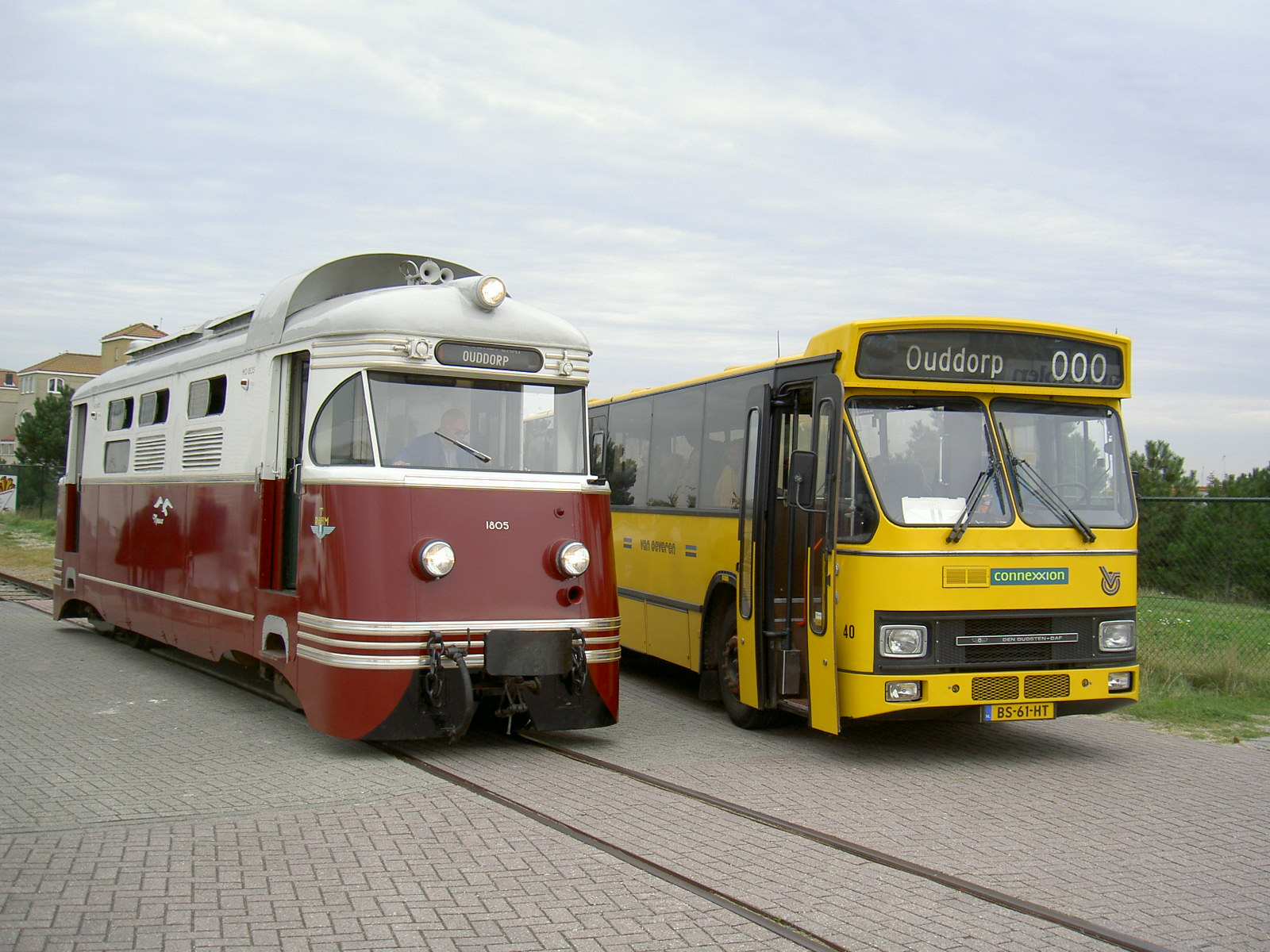
Dieselloc RTM loc 1805 'Meeuw' en bus Van Oeveren 40.
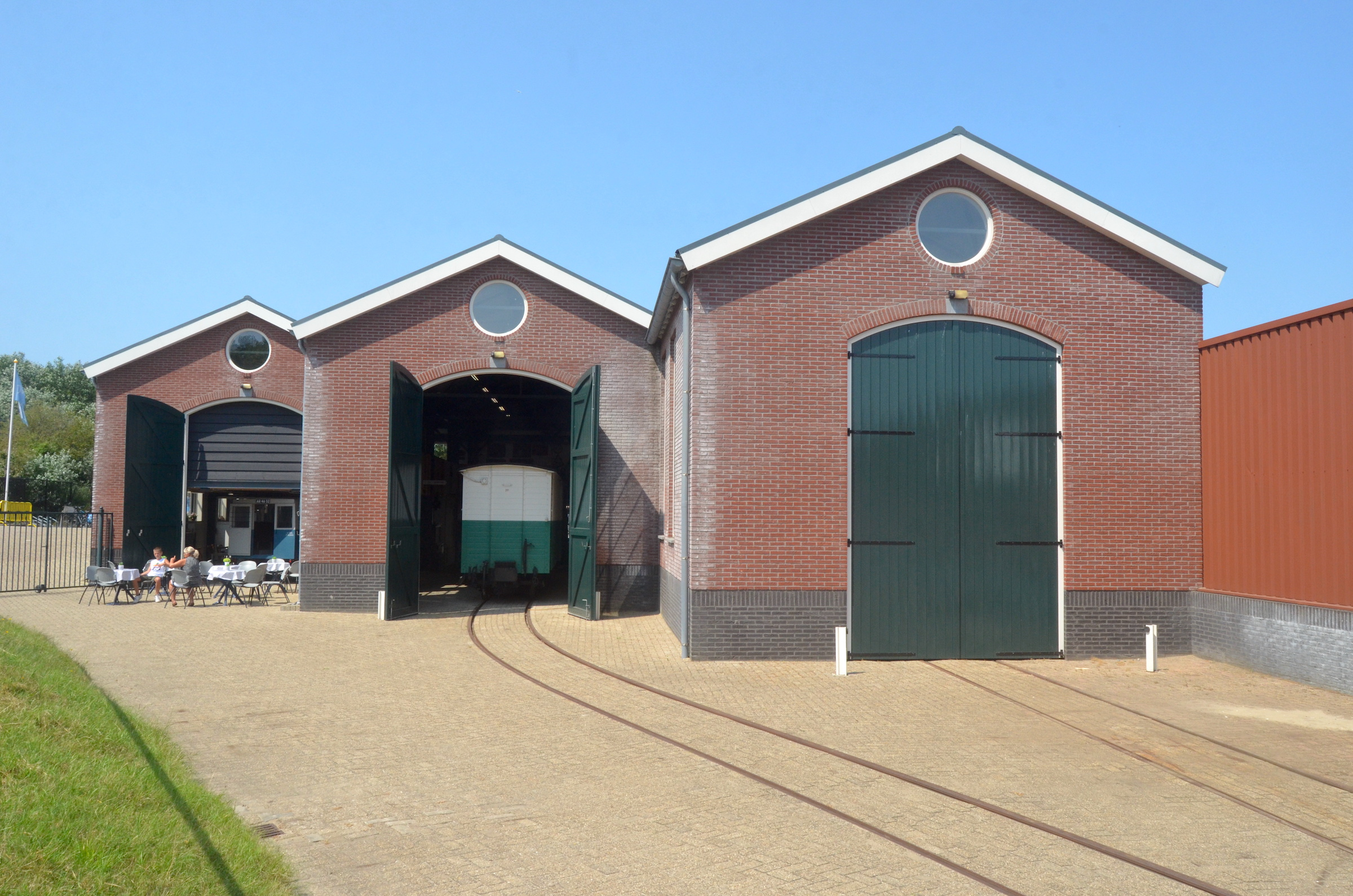
RTM-museumgebouw De Punt; 21 juli 2021.
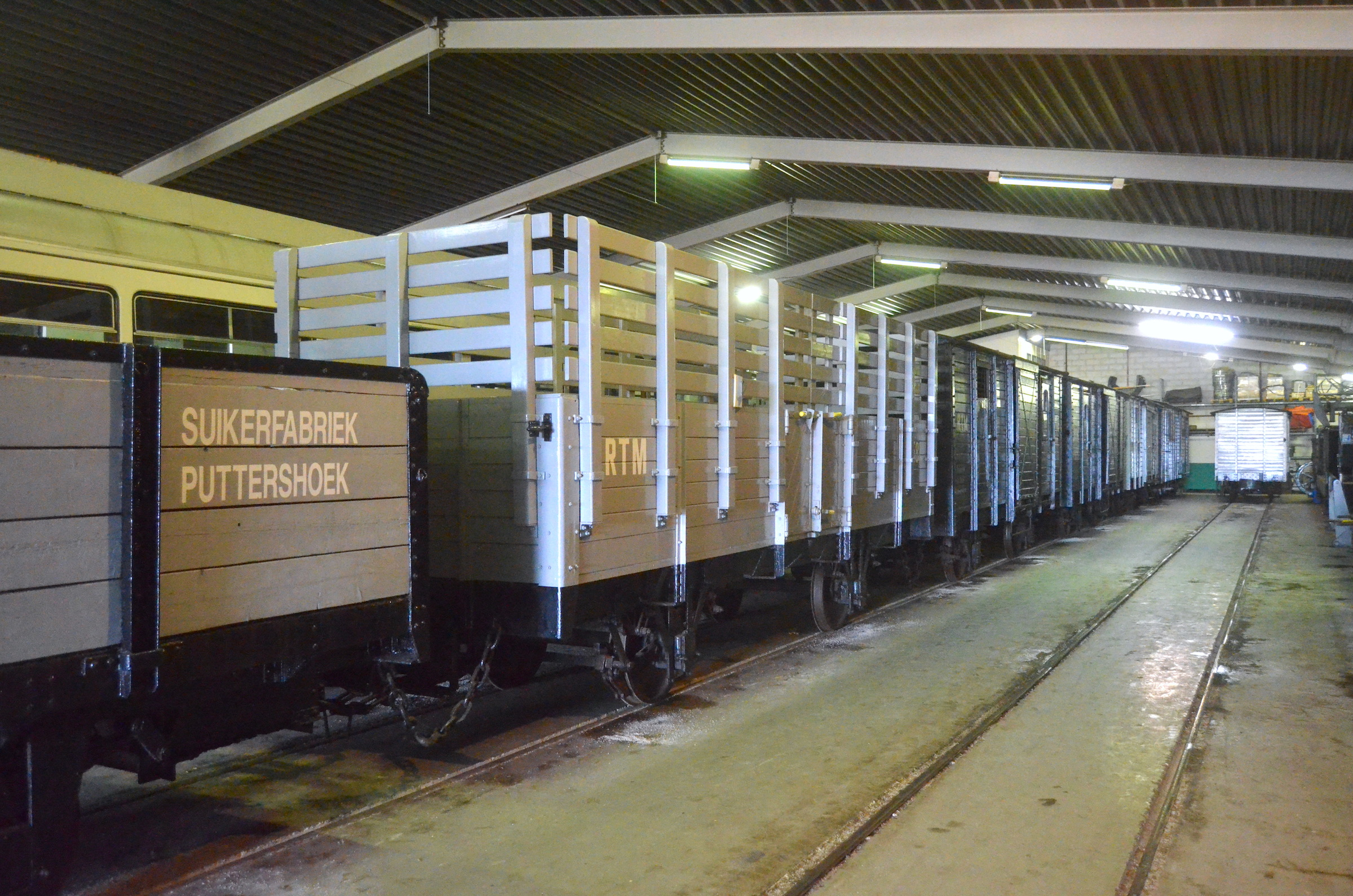
Interieur RTM-remisegebouw De Punt met goederenwagens; 21 juli 2021.
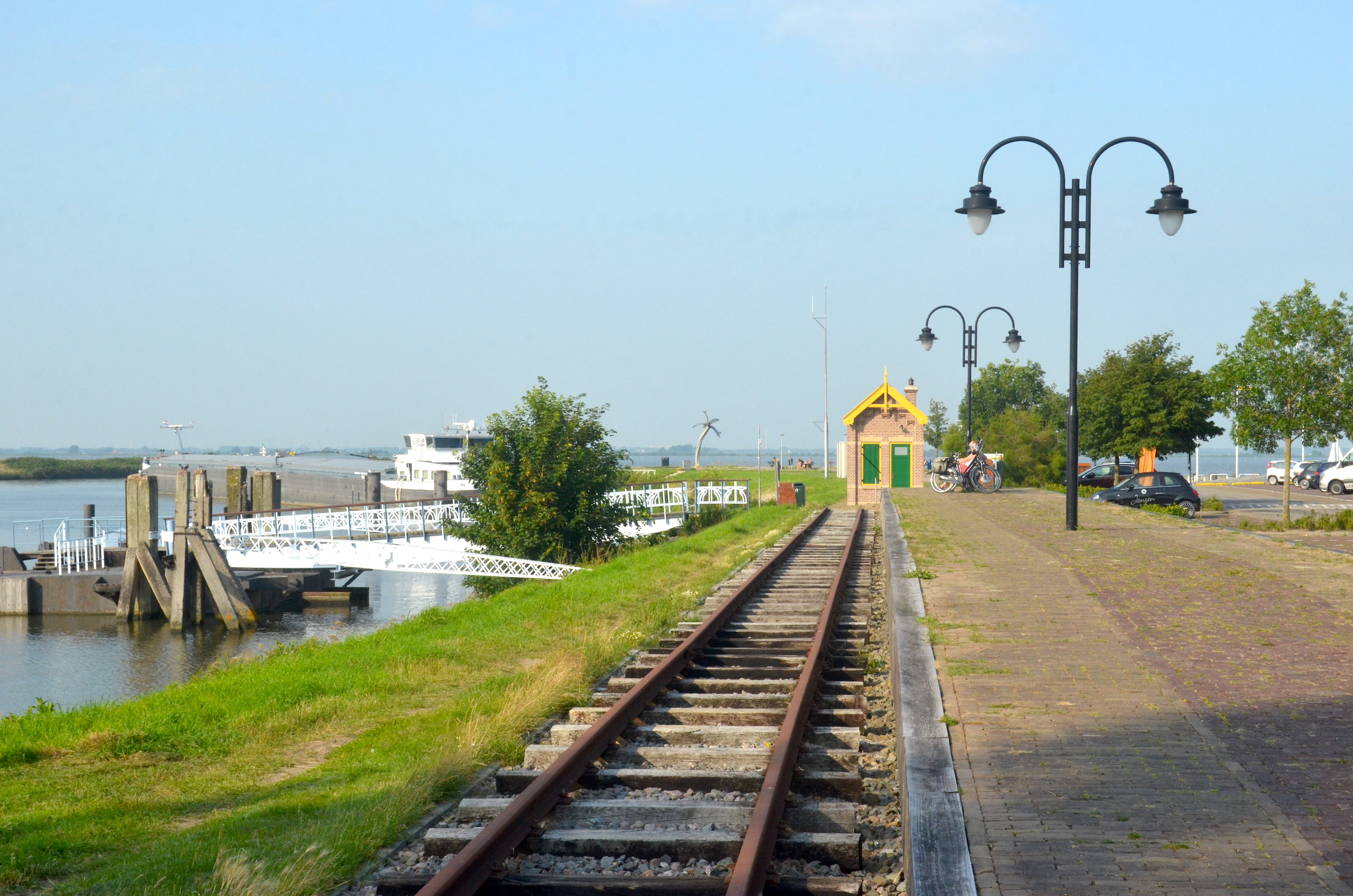
Te Middelharnis Haven is een perron met sporen herlegd als herinnering aan het vroegere RTM-trambedrijf van voor 1961; 21 juli 2021.